# Antonio Barragán
Antonio Barragán Fernández (Pontedeume, 12 de junho de 1987) é um futebolista profissional espanhol.

## Carreira
Era comum nos escalões mais baixos da equipe espanhola, tornando-se conhecido como um motor de arranque na Eurocopa Sub-19, onde a Espanha venceu com jogadores como Gerard Piqué, Juan Mata, Diego Capel, Mario Suárez e Jeffren.
Após este triunfo, em outubro de 2006, foi convocado para a primeira vez para o Sub-21 por Iñaki Sáez, e em 2007 ia constantemente para convocações, até que uma lesão grave em 2008 tirou a sua continuidade.

## Títulos
La Coruña
- Troféu Teresa Herrera: 2006, 2007, 2008